# Satpaevite
La satpaevite è un minerale.